# E5型柴油机车
E5型柴油机车是美国通用汽车电气动力分部（GM-EMD）为芝加哥，伯靈頓和昆西鐵路及其子公司（科羅拉多和南方鐵路、沃思堡和丹佛鐵路）设计制造的一款干线客运柴油机车。除了车体外部采用银色的不锈钢板之外，其他部分与E4型柴油机车完全相同。